# Vaccin contre l'hépatite B
Pour les articles homonymes, voir HBV.
Le vaccin contre l'hépatite B (en anglais, Hepatitis B vaccine ou HBV) prévient la contamination par le virus de l'hépatite B depuis 1982. Le vaccin ne guérit pas les porteurs chroniques, mais il est efficace de 90 à 95 % pour prévenir l'apparition de cet état. Le vaccin anti-VHB est aussi le premier vaccin susceptible de protéger contre un cancer et le premier vaccin contre une infection sexuellement transmissible.
Grâce aux actions de l’OMS, depuis quelques années, beaucoup de pays ont ajouté le vaccin contre l’hépatite B à leur programme national de vaccination. Cependant, dans les pays pauvres, là où les zones endémiques sont les plus importantes, le coût de cette vaccination pose un problème. L’OMS a alors lancé en 1999 la création de l’Alliance mondiale pour les vaccins et la vaccination (GAVI), dont un des buts est de vacciner le plus d'enfants possible afin de les prémunir contre certaines maladies pour lesquelles il existe un vaccin, comme l’hépatite B.

## Nature du vaccin
L'infection par le virus de l'hépatite B peut évoluer vers un carcinome hépatocellulaire, un type de cancer du foie. Par conséquent, les vaccins contre l'hépatite B sont des vaccins efficaces pour la prévention d'un cancer. Selon les Centers for Disease Control and Prevention (CDC), le vaccin contre l'hépatite B est le premier vaccin anti-cancer,,.

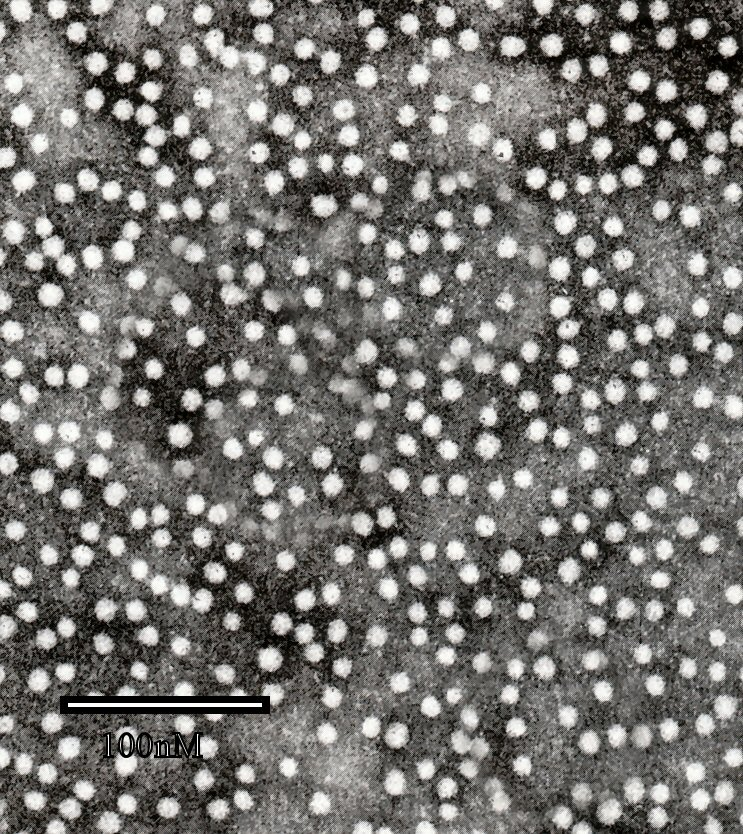
Antigène HBs

Le vaccin contre l’hépatite B est constitué d’antigène HBs (antigène de surface de l’hépatite B ou AgHBs). Le plus ancien est préparé à partir d’antigènes HBs purifiés à partir de plasma de porteurs sains, il a été entièrement remplacé dans le monde par un vaccin préparé par génie génétique. C’est une protéine recombinante obtenue par insertion du gène du VHB codant la protéine d’enveloppe virale (antigène HBs) dans des cellules de levures ou des cellules ovariennes de hamster. 
Après la vaccination l’antigène de surface de l’hépatite B peut être détecté dans le sérum pendant plusieurs jours, ce phénomène est connu sous le nom d'« antigènémie vaccinale ».
Après un protocole de trois injections vaccinales, le système immunitaire produit des anticorps contre l’antigène HBs qui sont libérés dans la circulation sanguine. L'anticorps est connu sous le nom d’anticorps « anti-AgHBs ». Cet anticorps et la mémoire du système immunitaire confèrent alors une immunité contre l’infection par le virus de l'hépatite B. Même si le taux d’anticorps baisse ultérieurement au-dessous du niveau de 10 mUI mL−1, le patient reste protégé : la période d'incubation variant de 45 à 180 jours (durée moyenne de 60 à 90 jours), en cas de contamination le système immunitaire dispose de suffisamment de temps pour produire des anticorps anti-Hbs à un niveau suffisant pour qu’il soit protecteur, avant que la maladie se développe. Dans cette hypothèse on observera une trace sérologique d’infection révélée par la présence d’anticorps anti-Hbc.
Un taux d’anticorps anti-HBs protecteurs (10 mUI mL−1) est obtenu 2 à 3 mois après le début de la vaccination.

## Histoire
Le vaccin a été préparé à l’origine à partir de plasma sanguin provenant de patients porteurs de longue date d’une infection par le virus de l'hépatite B. À la suite des travaux de Baruch Blumberg qui a découvert en 1963 l’antigène Hbs (initialement appelé « antigène Australia » parce qu’il avait mis en évidence une réaction inhabituelle entre le sérum de malades polytransfusés et celui d’un aborigène australien),.
Blumberg reçut d’ailleurs en 1976 le prix Nobel de médecine pour la découverte de cet antigène et pour la conception de la première génération de vaccins contre l’hépatite.
Le premier vaccin utilisé chez l’Homme a été mis au point en France en 1976 par le professeur Philippe Maupas virologue à la faculté de médecine et de pharmacie de Tours. D'abord testé chez le personnel du service d’hémodialyse, très exposé à la maladie,,, un essai clinique a ensuite été mené (1978-1981), avec l'aide du Professeur Iba Mar Diop, à Niakhar au Sénégal.
Les vaccins fabriqués par la technologie de l'ADN recombinant sont disponibles depuis 1986. Les deux types de vaccins sont considérés comme étant d’une efficacité comparable. Aux États-Unis, les deux nouveaux vaccins recombinants sont l’Engerix-B (fabriqué par GlaxoSmithKline), et le Recombivax HB (fabriqué par Merck). Les vaccins recombinants sont composés de protéines produites par des cultures de levure modifiée. Contrairement aux vaccins dérivés du plasma, ces vaccins recombinants ne sont pas produits par des lignées de cellules ou de tissus humains,.

## Populations cibles
Il est recommandé d’administrer aux bébés nés de mères infectées par le virus de l'hépatite B un traitement pour réduire le risque de transmission mère-enfant de la maladie. Dès que possible et au plus tard dans les 48 heures qui suivent la naissance, les nouveau-nés sont vaccinés avec l’antigène de surface de l'hépatite B (AgHBs) et reçoivent une injection d’immunoglobulines contre l'hépatite B (HBIG).
En 2015, 185 pays (95 % des membres de l'OMS) vaccinent les nourrissons contre l'hépatite B. L'exemple de Taïwan, où la mise en œuvre en 1984 d’un programme national de vaccination contre l'hépatite B a été associée à une baisse de l'incidence de carcinome hépatocellulaire chez les enfants, a permis de supposer que dans les pays où existait des taux élevés d'infection par l'hépatite B, la vaccination des nouveau-nés était susceptible de réduire non seulement le risque d'infection, mais conduire également à une réduction marquée du cancer du foie.
La transmission fréquente de l'hépatite B par voie parentérale ou sexuelle a fait recommander la vaccination aux usagers de drogue injectables, aux sujets ayant des partenaires sexuels multiples, aux consultants de MST et aux adolescents,.
Dans de nombreuses régions, la vaccination contre l'hépatite B est également exigée pour tous les professionnels de santé et le personnel de laboratoire. Cette prévention est essentielle car le risque pour ces professionnels est 5 à 8 fois plus élevé que celui de la population générale.
En France, la vaccination est obligatoire pour le personnel de Santé depuis le 18 janvier 1991 et pour les nourrissons nés après le 1er janvier 2018. Elle est recommandée chez les enfants et adolescents jusqu'à l'âge de 15 ans, ainsi que pour les personnes à risque. Sauf pour les personnes vaccinées avant l’âge de 13 ans, un contrôle sérologique est préconisé 6 à 8 semaines après le rappel. Un taux d’anticorps de 10 mUI mL−1 est considéré comme protecteur, auquel cas aucun rappel ultérieur n’est recommandé. Pour les soignants exerçant une activité qui expose particulièrement leurs patients au risque de contamination par un professionnel, il est exigé un taux d'anticorps de 100 mUI mL−1. À défaut, l'absence d'antigène Hbs doit être vérifiée chez le soignant.

## Réponse au vaccin
En pratique on ne cherche à quantifier la réponse vaccinale que pour les professionnels de santé particulièrement exposés au risque de contamination. À la suite d’une primo-vaccination comportant trois injections, une analyse de sang doit être faite dans un délai de 1 à 4 mois pour établir s'il y a eu une réponse immunitaire adéquate, définie par un niveau d’anticorps contre l’antigène de surface du virus de l'hépatite B (Anticorps Anti-HBs) supérieur à 10 mUI mL−1. Une telle réponse complète se produit chez environ 85-90 % des individus.
Un taux d'anticorps situé entre 1 et 10 mUI mL−1 est considéré comme une mauvaise réponse, et les personnes concernées (mauvais répondeurs) devraient recevoir une injection de rappel à ce moment-là, mais n'ont pas besoin d’autres tests sérologiques ultérieurs. En pratique en l’absence de réponse après 6 injections au total, il est inutile de pratiquer une injection supplémentaire.
Les personnes qui ne répondent pas correctement (taux d’anticorps anti-HBs inférieur à 10 mUI mL−1) doivent être testées pour exclure une hépatite B en évolution ou une hépatite ancienne, et doivent subir un nouveau protocole de trois injections vaccinales, suivi d’un nouveau dosage d’anticorps 1 à 4 mois après la deuxième série. Ceux qui sont encore non-répondeurs, devraient recevoir des immunoglobulines contre l'hépatite B (HBIG) si elles sont par la suite exposées au virus de l'hépatite B.

### Durée de la protection
Bien qu’on ait pensé initialement, que le vaccin contre l'hépatite B ne conférait pas une protection de durée illimitée, ce n'est plus le cas actuellement.
Les premières études avaient suggéré que la vaccination pouvait fournir une couverture efficace pendant cinq à sept ans,, mais ensuite il a été prouvé qu’il existait une immunité à long terme découlant de la mémoire immunologique qui persistait après la baisse du taux d'anticorps et donc que le suivi du taux d’anticorps et l’administration de doses de rappel n'était pas nécessaire pour les individus immunocompétents vaccinés avec succès,.
Avec le recul du temps et une expérience plus longue, il a été démontré que la protection persistait au moins pendant 25 ans chez les personnes qui avaient présenté une bonne réponse initiale au premier protocole vaccinal. Les recommandations au Royaume-Uni suggèrent maintenant que pour les bons répondeurs initiaux qui ont besoin d’une protection à long terme, comme les professionnels de santé, un seul rappel est préconisé à 5 ans. En France aucun rappel n’est préconisé pour les professionnels de santé présentant un taux d’anticorps supérieur à 10 mUI mL−1 après un protocole initial complet de trois injections.

## Vaccins disponibles

### Dans le monde
Selon l'OMS, les vaccins anti-hépatite B sont disponibles sous forme monovalente pour les vaccinations à la naissance et celles des adultes à risque.
Pour la vaccination des nourrissons, la vaccination anti-hépatite B se fait en association avec d’autres vaccins : antidiphtérique-antitétanique-anticoquelucheux (DTC), le vaccin contre Haemophilus influenzae type b (Hib) et le vaccin antipoliomyélitique inactivé (VPI). 
En outre, un vaccin combiné contre l’hépatite B et l’hépatite A est également disponible.
Ces vaccins reposent sur des procédés de fabrication différents, avec des adjuvants différents, et ciblent des populations différentes. La dose pédiatrique standard contient 5-10 μg d’AgHBs et la dose adulte standard est de 10-20 μg; une dose vaccinale de 40 μg est utilisée pour les personnes immunodéprimées et les patients sous dialyse.
La dose vaccinale destinée aux nourrissons, aux enfants et aux adolescents est inférieure de 50 % à celle des adultes. L’OMS a formulé des recommandations pour garantir la qualité, l’innocuité et l’efficacité des vaccins recombinants contre l’hépatite B.

### En France

#### Vaccin monovalent
- Engerix B : il contient l’antigène HBs purifié obtenu par clonage et expression du gène viral dans les cellules de levure Saccharomyces cerevisiae. Il existe deux présentations de ce vaccin : Engerix B20 pour l’adulte et Engerix B10 pour le nourrisson et l’enfant de moins de 15 ans.

- Fendrix : il contient l’antigène HBs et un adjuvant, ce vaccin est adapté aux personnes atteintes d’insuffisance rénale.

- Genhevac B : il est constitué d’une suspension purifiée d’antigènes HBs contenant les protéines S et PréS, obtenues par clonage et expression du gène viral dans les cellules ovariennes de hamster.

- HBVaxPro : il contient l’antigène HBs purifié obtenu par clonage et expression du gène viral dans les cellules de levure Saccharomyces cerevisiae. Il existe trois présentations, une pour les adultes, une pour les enfants jusqu’à 15 ans et une pour les sujets dialysés.

- Sci-B-Vac (SciVac) : vaccin dit de troisième génération, contenant trois protéines de l'enveloppe du virus au lieu d'une habituellement[30].

#### Vaccin combiné
- Twinrix : c’est un vaccin combiné avec celui contre l'hépatite A. Il existe en deux présentations, Twinrix Adulte (à partir de 15 ans) et Twinrix Enfant.

- Infanrix Hexa : il s’agit d’un vaccin hexavalent destiné aux nourrissons. C’est un vaccin combiné avec les vaccins contre la diphtérie, le tétanos, la coqueluche, la poliomyélite et les infections invasives à Haemophilus influenzae de type b et contenant 10 μg d’antigène HBs.

A la date du 17 février 2017 et pour faire suite aux tensions d'approvisionnement concernant Engerix B20, vaccin contre l'Hépatite B pour les adultes, le Haut Conseil pour la Santé Publique émet un avis détaillé sur de nouveaux schémas de vaccination des adultes et les personnes prioritaires. Il comporte également un tableau récapitulatif des vaccins utilisables et plusieurs études et résultats d’immunogénicité. Cette pénurie ne concerne pas les vaccins hexavalents.

## Schéma de la vaccination anti-VHB
En France, le schéma initial (1981-1994) était le suivant :
- Trois injections par voie intramusculaire (dans la région deltoïdienne pour les adultes et dans la cuisse pour les nourrissons), la deuxième injection se fait un mois après la première et la troisième se fait cinq mois après la seconde ;
- rappel un an après la première injection ;
- rappels tous les cinq ans.

Le schéma recommandé depuis 1994 est le suivant :
- Deux injections par voie intramusculaire (dans la région deltoïdienne pour les adultes et dans la cuisse pour les nourrissons), la deuxième injection se fait un mois après la première ;
- rappel six mois après la première injection ;
- pour les personnes vaccinées avant l’âge de 25 ans et non exposées professionnellement, aucun rappel ultérieur ni aucun contrôle sérologique n’est préconisé.

## Effets indésirables et controverses

### Concernant l'adjuvant
Un soupçon de corrélation a été soulevé, prétendant que l'hydroxyde d'aluminium, utilisé comme adjuvant des vaccins contre l'hépatite B, serait à l'origine de la myofasciite à macrophages ; l'ANSM considère cependant qu'il n'est pas démontré que la myofasciite à macrophages soit autre chose qu'un phénomène histologique local et ait des effets cliniques. Des médecins cliniciens et des tribunaux reconnaissent une présomption d'imputabilité,,,,,,,. L'Organisation mondiale de la santé (OMS) qui a en 1999 demandé d'entreprendre des recherches afin d’évaluer les aspects cliniques, épidémiologiques, immunologiques et biologiques de cette maladie rare, n'a pas pu établir de lien entre l'hydroxyde d'aluminium et la myofasciite à macrophages,.

### Concernant le vaccin
- Suspicion de sclérose en plaques : en février 2001, deux études[45],[46], publiées dans la revue New England Journal of Medicine n'ont pas retrouvé d'association entre le vaccin de l'hépatite B et l'apparition de sclérose en plaques. Ces études ont fait l'objet de critiques dans la correspondance de l'édition de juin du NEJM[47].

- Suspicion d'atteintes démyélinisantes centrales : le nombre de cas d’atteintes démyélinisantes centrales par rapport au nombre de cas attendus sans vaccin est peu ou pas significatif suivant les études[48]. Selon l'Inpes, sur une dizaine d'études, une seule conclut en faveur d’une association entre la vaccination et la survenue d’atteintes démyélinisantes[49]. Toutefois, les notifications d’atteintes démyélinisantes centrales ont conduit l’Agence du Médicament à notifier, à titre de précaution, la possibilité de survenue d’atteintes démyélinisantes du système nerveux central et en ajoutant une précaution d’emploi spécifique chez les patients atteints de sclérose en plaques[50]. L'équipe du Pr Marc Tardieu, de l'hôpital Bicêtre, trouvait en 2008 lors d'une étude que la vaccination contre l'hépatite B n'augmentait pas de façon générale le risque de démyélinisation du système nerveux central dans l'enfance, mais que l'un des vaccins contre l'hépatite B, Engerix B, semblait augmenter ce risque, particulièrement pour les scléroses en plaque confirmées sur le long terme[51]. Selon ces travaux, qui démontraient pour la première fois un tel risque chez l'enfant, celui-ci subsisterait trois ans après la vaccination. Le professeur Houssin précise : « Il n'y a pas de remise en cause de la recommandation vaccinale. ». En conséquence, le professeur Didier Houssin, directeur interministériel à la lutte contre la grippe aviaire en France, a averti en septembre 2008 d'une action en réponse à cette étude[52].

Les réactions, à la suite de la vaccination, les plus couramment observées sont des réactions cutanées mineures au point d’injection ou des douleurs musculaires et articulaires transitoires. Les autres effets indésirables sont « rarement » et « très rarement rapportés », : arthrites, périartérite noueuse, péricardites aiguës, vascularites, réaction anaphylactique grave, affections du système nerveux central et périphérique. Dans beaucoup de cas, la relation causale avec le vaccin n'a pas été établie. 
À la date de 2017, de nombreuses études à long terme n’ont relevé aucune manifestation indésirable grave imputable à la vaccination contre l’hépatite B. L'Organisation mondiale de la santé (OMS) précise que « les données n’indiquent pas de lien de causalité entre le vaccin anti-hépatite B et les affections neurologiques (y compris le syndrome de Guillain-Barré et la sclérose en plaques), le diabète sucré, les troubles démyélinisants, le syndrome de fatigue chronique, l’arthrite, les maladies auto-immunes, l’asthme, la chute de cheveux ou le syndrome de mort subite du nourrisson. ».

## Amélioration du vaccin pour les non ou faibles répondeurs
Ces populations non ou faibles répondeurs sont :
- les personnes âgées : l’efficacité du vaccin décroît avec l’âge (ceci est notable dès 40 ans) ;
- les individus séropositifs au VIH[56], les personnes immunodéprimées[23] ;
- les sujets atteints de défaillance rénale chronique (dialysés) qui peuvent répondre moins bien et exigent des doses plus importantes de vaccin ou des injections plus fréquentes ;
- les individus alcooliques[57] ;
- les personnes HLA DR3+ ou DR7+ : cette non-réponse serait due à des défaillances au niveau des cellules T auxiliaires.
- le tabagisme et l’obésité sont aussi des facteurs favorisant la non-réponse au vaccin[58].

Les non-répondeurs devraient recevoir des immunoglobulines contre l'hépatite B (HBIG) au cas où elles seraient ultérieurement exposées au virus de l'hépatite B (cas des soignants victimes d’un accident d'exposition au sang par exemple).
Un vaccin à base d’antigènes de surface PréS2 et S produit par la levure induit des titres en anticorps protecteurs après 2 injections chez 80 à 91 % des sujets qui n’avaient pas été protégés auparavant avec un vaccin « conventionnel ».
Un autre vaccin renfermant les antigènes PréS1, PréS2 et S (vaccin Hepa-Gene-3) a été testé sur des sujets souffrant d’insuffisance rénale et non-répondeurs au vaccin classique. Au bout d’un an, 70 % d’entre eux avaient des titres d’anticorps protecteurs. D’autres approches existent et sont en cours de recherche comme les vaccins à base d’ADN plasmidique.

## Recherche sur un vaccin à ADN
Des résultats prometteurs ont été publiés en 2006 en faveur d'un vaccin ADN,.
Ce type de vaccin est basé sur une injection directe d’ADN nu (sans vecteur protéique ou lipidique associé) par voie intramusculaire ou intradermique. L’ADN est capturé par des cellules et le génome viral est exprimé par celles-ci. La protéine correspondante est donc synthétisée par les cellules. Un des avantages majeurs d’un tel vaccin est l’expression à long terme de l’antigène, ce qui pourrait permettre d’obtenir une réponse immunitaire plus soutenue et plus durable et donc permettre de supprimer les injections de rappel. Un autre avantage est la synthèse in vivo de l’antigène et sa présentation sous forme de peptides antigéniques associés aux molécules CMH de classe I, permettant d’induire une réponse cytotoxique médiée par les lymphocytes T CD8+.
L’injection d’ADN chez l’homme suscite des interrogations concernant le devenir de cet ADN injecté et la possibilité de son intégration dans un chromosome des cellules hôtes. Si cela était le cas, une mutagénèse insertionnelle serait possible. Le choix de l’injection d’un tel vaccin au niveau de cellules musculaires n’est pas arbitraire. En effet, les cellules musculaires sont post-mitotiques et donc, l’absence de divisions favorise peu les intégrations.

## Divers
Ce vaccin fait partie de la liste des médicaments essentiels de l'Organisation mondiale de la santé (liste mise à jour en avril 2013).